# Клаксвік

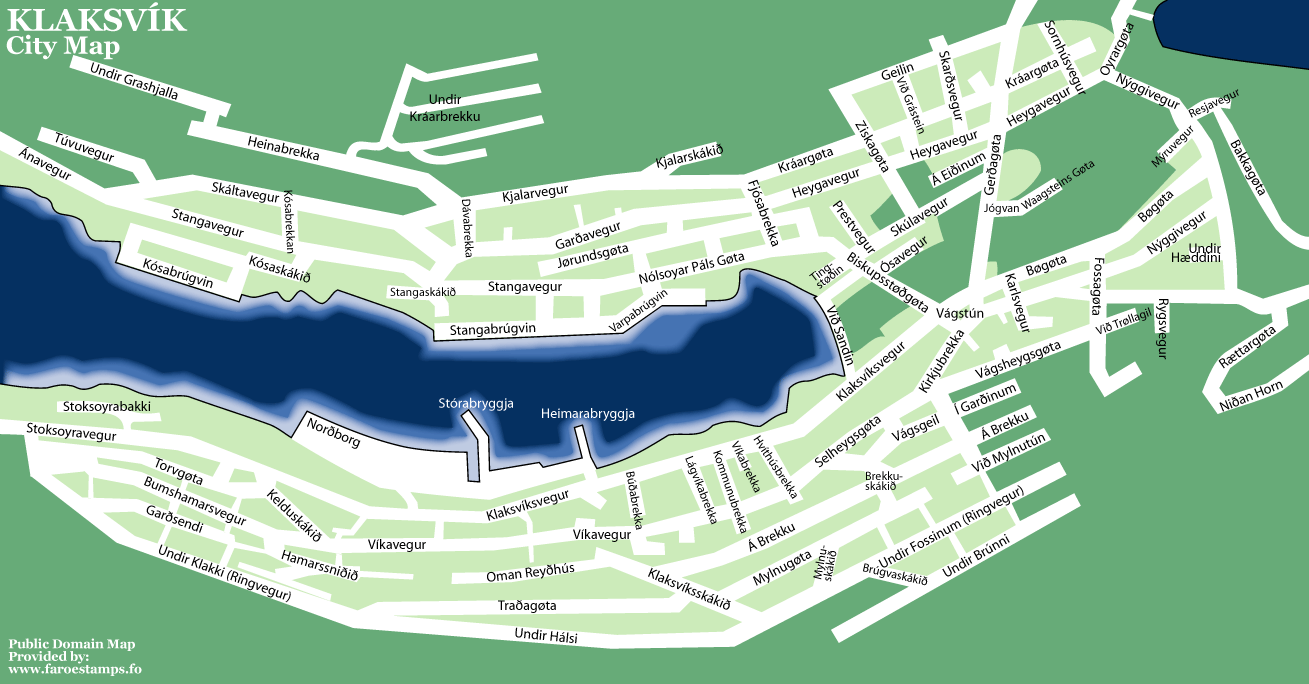
Карта міста

Клаксвуйк (фар. Klaksvík, [ˈklakːsvʊik]) — друге за величиною місто і гавань Фарерських островів. Розташоване на острові Борой, у глибині двох заток.
У Клаксвіку, на стадіоні «Інжектор Арена», проводить свої домашні матчі футбольний клуб «КІ Клаксвік».
Краєвид Клаксвіка зображений на 100-кроновій банкноті Фарерських островів зразка 2001—2005 років.

## Міста-побратими
- — Вік, Шотландія
- — Грено, Данія
- — Коупавогур, Ісландія
- — Норрчепінг, Швеція
- — Оденсе, Данія
- — Сісіміут, Гренландія
- — Тампере, Фінляндія
- — Тронгейм, Норвегія